# Heinrich Moritz von Berlepsch

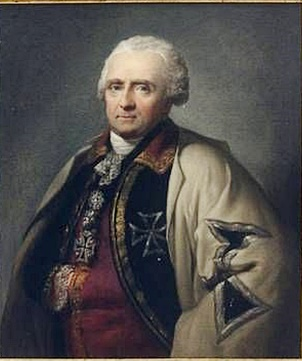
Heinrich Moritz von Berlepsch

Heinrich Moritz Freiherr von Berlepsch (* 27. August 1736; † 3. Dezember 1809) war von 1795 bis 1809 der letzte Landkomtur der Deutschordensballei Thüringen.
Er war der Sohn des Erich Volckmar von Berlepsch (1707–1749) und der Johanna Eleonora von Brühl und Neffe des kursächsischen Premierministers Heinrich Graf von Brühl. Berlepsch wurde 1755 Landkomtur zu Zwätzen, Lehesten, Liebstedt und Nägelstedt. 1758 wurde er zum Ritter der Deutschordensballei Hessen geschlagen. 1779–1794 amtierte er als Komtur zu Ober-Flörsheim. Von 1805 bis 1806 war er als Komtur zuständig für die Kommende Schiffenberg.
Er war königlich-polnischer und kurfürstlich-sächsischer Kammerherr und Obrist, deutschmeisterlicher Geheimer Rat. Berlepsch ist in Zwätzen beigesetzt.